# 1984年の全日本耐久選手権
1984年の全日本耐久選手権は、1984年4月1日に鈴鹿サーキットで開幕し、9月30日にWEC-JAPANで閉幕するまで、全4戦で争われた。この年も富士ロングディスタンスシリーズの3戦は全日本戦に含まれなかった。

## 開催カレンダー
| 開催日  | 開催地 | イベント名                   | 優勝 | 優勝                                                    | PP | PP                                      |
| 開催日  | 開催地 | イベント名                   | #    | ドライバー - 周回数 / 車種                              | #  | ドライバー - タイム / 車種              |
| 4月1日  | 鈴鹿   | インターナショナル鈴鹿500km  | 1    | ヴァーン・シュパン 片山義美 85周 / ポルシェ956          | 19 | 松本恵二 2分01秒50 / トムス・83C/トヨタ |
| 7月1日  | 筑波   | RRC筑波4時間                 | 33   | 赤池卓 標徹 232周 / MCS・グッピー/マツダ                |    |                                         |
| 8月26日 | 鈴鹿   | インターナショナル鈴鹿1000km | 18   | 高橋国光 高橋健二 ジェフ・リース 169周 / ポルシェ956    | 18 | 高橋国光 2分01秒11 / ポルシェ956        |
| 9月30日 | 富士   | WEC-JAPAN                    | 2    | ジョン・ワトソン ステファン・ベロフ 226周 / ポルシェ956 | 2  | ステファン・ベロフ / ポルシェ956        |

### 全日本戦以外
| 開催日   | 開催地 | イベント名          | 優勝 | 優勝                                              | PP | PP                         |
| 開催日   | 開催地 | イベント名          | #    | ドライバー - 周回数 / 車種                        | #  | ドライバー - タイム / 車種 |
| 6月3日   | 富士   | 全日本富士500km     | 18   | 高橋国光 高橋健二 113周 / ポルシェ・956           |    |                            |
| 7月22日  | 富士   | 全日本富士1000km    | 3    | 赤池卓 標徹 飯田薫 227周 / MCS・グッピー/マツダ   |    |                            |
| 11月25日 | 富士   | 全日本富士500マイル | 1    | ヴァーン・シュパン 片山義美 182周 / ポルシェ・956 |    |                            |

## 主なエントリー
| No.   | マシン                              | ドライバー                                       | エントラント                           | タイヤ |
| ----- | ----------------------------------- | ------------------------------------------------ | -------------------------------------- | ------ |
| 1     | ポルシェ・956                       | バーン・シュパン 片山義美                        | トラスト                               | D      |
| 2     | MCS・グッピー/マツダ                | 高原敬武 戸谷千代三                              | アルファキュービック・レーシングチーム | B      |
| 3     | ポルシェ・956                       | 米山二郎 小口千景                                | フロムAレーシング                      | D      |
| 7     | マツダ・727C                        | 従野孝司 岡田秀樹                                | セトラブレーシング・バイ・ユアーズ     | D      |
| 11    | LM・04C/日産                        | 長谷見昌弘 都平健二                              | ハセミモータースポーツ                 | D      |
| 12    | LM・04C/日産                        | 鈴木利男 中子修                                  | パナスポーツ・ジャパン                 | B      |
| 17    | マーチ・84G/マツダ                  | 片山義美 従野孝司                                | マツダスピード                         | D      |
| 18    | ポルシェ・956                       | 高橋国光 高橋健二 ジェフ・リース                 | ADVAN スポーツ ノバ                    | Y      |
| 20    | LM・03C/日産                        | 柳田春人 和田孝夫                                | セントラル20レーシングチーム           | D      |
| 23    | マーチ・83G/日産                    | 星野一義 萩原光                                  | ホシノレーシング                       | B      |
| 28    | 童夢・RC-83i/フォード               | 鈴木亜久里 星野薫                                | オートバックスレーシングwithウチダ     | D      |
| 33    | MCS・グッピー/マツダ                | 赤池卓 標徹                                      | チーム・タク                           | D      |
| 35    | トムス・83C/トヨタ                  | 見崎清志 星野薫 茂木和男                         | ミサキスピード                         | B      |
| 36    | トヨタ・カローラ トムス・84C/トヨタ | 中嶋悟 松本恵二 関谷正徳                         | トムス                                 | B      |
| 37    | トムス・84C/トヨタ                  | ティフ・ニーデル ジェームス・ウィーバー          | チーム・イクザワ                       | D      |
| 38    | 童夢・84C/トヨタ                    | エイエ・エリジュ スタンレー・ディケンズ 関谷正徳 | 童夢                                   | D      |
| 10 62 | ロテック・M1C/BMW                   | 長坂尚樹 鈴木恵一                                | オートビューレック・モータースポーツ   | Y      |
| 74    | MCS・グッピー/BMW                   | 沢田透 岡本金幸                                  | ミシマオート                           | D      |
| 78    | MCS・グッピー/トヨタ                | 岩城滉一 中村正和 土佐隆                         | チーム・イワキ                         | D      |
| 86    | マツダ・727C                        | 寺田陽次郎 デビッド・ケネディ                    | マツダスピード                         | D      |